# Tibin (Bokin)
Pour les articles homonymes, voir Tibin.
Tibin est une commune rurale située dans le département de Bokin de la province du Passoré dans la région Nord au Burkina Faso.

## Géographie
Commune excentrée au sud-est du département, Tibin est situé à environ 25 km au sud-est de Bokin, le chef-lieu du département, à 12 km au sud-est de Sarma et à environ 80 km à l'est de Yako.

## Santé et éducation
Le centre de soins le plus proche de Tibin est le centre de santé et de promotion sociale (CSPS) de Sarma tandis que le centre médical avec antenne chirurgicale (CMA) de la province se trouve à Yako.
Tibin possède une école primaire.